# Campionat d'Espanya de Pop-Cross
El Campionat d'Espanya de Pop-Cross (en castellà: Campeonato de España de Pop-Cross), conegut també com a Citroën Pop-Cross, fou un campionat automobilístic promocional que es disputà entre 1974 i 1980 a l'estat espanyol. La sèrie fou llançada per la Reial Federació Espanyola d'Automobilisme (RFEDA) amb el suport de Citroën i es destinava a pilots que hi participessin amb un automòbil del conegut model Citroën 2CV. Era la primera competició de quelcom semblant a l'actual autocròs que es disputava a l'estat, ja que es corria en circuits exclusivament de terra, i fou l'antecessor directe de l'actual campionat Campionat d'Espanya d'autocròs, instaurat el 1978.

## Història
Inspirat en el motocròs, el Pop Cross s'havia iniciat a França al tombant de la dècada de 1970 i aviat obtingué molta repercussió i s'escampà a països com ara Bèlgica i Portugal. El nom de "Pop Cross" li venia del fet que, juntament amb les curses, s'hi programaven actuacions de cantants o grups de música pop de l'època, els quals amenitzaven l'esdeveniment amb actuacions al mig de la pista durant les pauses entre cursa i cursa.
Al campionat hi era admesa qualsevol versió del model Citroën 2CV, inclosos derivats tipus Dyane, Méhari i similars. Els cotxes havien de ser estrictament de sèrie, sense cap modificació tret de la instal·lació de barres de seguretat i l'eliminació de vidres i altres components innecessaris. Les velocitats assolides en cursa no passaven dels 70 km/h.
A Catalunya se'n varen fer les curses inicials a Sant Boi de Llobregat, en un circuit provisional, i més tard es varen traslladar al circuit permanent de Les Planes d'Hostoles, a la Garrotxa. Al País Valencià es va començar corrent a València, primer al llit del Túria i més tard en un circuit que s'habilità on avui hi ha l'Avinguda de les Corts Valencianes, condicionat per la mateixa Citroën. A València s'hi va formar un equip encapçalat per José María Yonchu Ugarte i per altres pilots valencians com ara J. L. Andrés, L. I. Valiente, Juan Signes i altres, un equip que destacà amb moltes victòries i bones classificacions al campionat durant dues temporades completes.

## Campions
Font:
| Any  | Pilot                |
| ---- | -------------------- |
| 1974 | 2 curses d'exhibició |
| 1975 | Jordi Formatger      |
| 1976 | José Alfonso Alvarez |
| 1977 | Víctor Miralta       |
| 1978 | Ángel Ortega Monje?  |
| 1979 | José Alfonso Alvarez |
| 1980 | José Ascaso          |